# Klas Odén
Klas Gustaf Odén, född 16 mars 1846 i Valdemarsvik, död 4 april 1910 i Stockholm, var en svensk statistiker och biograf.
Odén blev 1863 student vid Uppsala universitet, 1875 filosofie doktor där, 1879 aktuarie och 1885 förste aktuarie i Statistiska centralbyrån. Han var sekreterare i 1877–1878 års kommitté för reglering av ämbetsverkens löner, ledde 1894–1895 utredningen rörande den kommunala rösträtten samt var sedan 1901 ledamot av Statistiska tabellkommissionen.
Odén skrev, föruutom i bland annat "Bidrag till Sveriges officiella statistik", Statistisk undersökning rörande våldsamma dödsfall i Sverige I (1875), lämnade biografiska uppgifter till "Svenskt porträttgalleri" (XI, universiteten, 1896, och VI, städernas styrelser, 1903) samt författade det omfångsrika arbetet Östgötars minne: biografiska anteckningar om studerande östgötar i Uppsala 1595–1900 (1901–1902).